# Championnat du Haut-Karabagh de football
Le Championnat du Haut-Karabagh de football ou Championnat d'Artsakh de football, également appelé Première Ligue d'Artsakh est le championnat professionnel de football masculin de plus haut niveau de la Fédération d'Artsakh de football. Il regroupe tous les clubs du Haut-Karabagh (République d'Artsakh). Le football est actuellement le sport au Haut-Karabagh le plus populaire. Le premier championnat débute en 2004, sous la tutelle de la Fédération de football du Haut-Karabagh présidé par Hrach Kaprielyan. La ligue d'Artsakh de football est créée à partir de 2018,, remplaçant l'ancien championnat,. 
Le Haut-Karabagh a déclaré son indépendance le 2 septembre 1991, un référendum pour l'indépendance a lieu le 10 décembre 1991, les Artsakhtsis votent à 99,98 % pour l'indépendance, la république est majoritairement peuplée d'Arméniens à 95 %, la religion prédominante est celle de l'Église apostolique arménienne. L'Arménie indique une « reconnaissance de facto » (et non de jure) de la République d'Artsakh. La question de la reconnaissance est également à l'étude en Uruguay depuis 2011. En 2012, l'Arménie et Tuvalu ont établi des relations diplomatiques et il a été perçu que Tuvalu pourrait reconnaître l'indépendance du Haut-Karabakh. Seuls trois États, non membres de l'ONU, l'ont reconnue : l'Abkhazie, l'Ossétie du Sud-Alanie et la Transnistrie (État).

## Histoire

### Des débuts difficiles
Controverses 2004, 2014 et 2019
À partir de 2004 la Fédération d'Azerbaïdjan de football s'oppose à la création d'un championnat au Haut-Karabagh, considérant que la République d'Artsakh fait partie intégrante de l'Azerbaïdjan. En 2014, la Fédération d'Azerbaïdjan de football (AFFA) avait déjà protesté contre la présence de l'Équipe du Haut-Karabagh de football lors de la première Coupe du monde de football ConIFA 2014 en Suède. L'Azerbaïdjan à également protesté contre la Coupe d'Europe de football ConIFA en 2019 dans le Haut-Karabagh.
Promotion du football
En 2010, la Fédération de football d'Arménie est disposée à promouvoir le développement du football arménien au Haut-Karabagh.
Guerre de 2020 au Haut-Karabagh
Du 27 septembre 2020 au 10 novembre 2020, une guerre opposant la République du Haut-Karabagh, aussi appelé Artsakh, soutenue par l'Arménie, et l'Azerbaïdjan, soutenu par la Turquie, pour le contrôle du Haut-Karabagh,. Plusieurs joueurs de football d'origine arménienne ont appelé à soutenir le Haut Karabagh. Varazdat Haroyan a été mobilisé, comme tous les citoyens arméniens de moins de 40 ans, au lieu de rejoindre son nouveau club AEL Larissa,,. Henrikh Mkhitaryan joueur de l'AS Roma réclame l'aide de la communauté internationale afin de mettre fin aux combats,,,,,. L'UEFA a ouvert une enquête disciplinaire contre le club azéri de Qarabağ FK, en raison d'un message de haine visant les Arméniens attribué à l'un de ses dirigeants, en plein conflit entre les deux pays au Nagorny-Karabakh. "Un inspecteur éthique et disciplinaire a été nommé mener une enquête disciplinaire au sujet des déclarations faites sur les réseaux sociaux par un officiel du Qarabağ FK", indique l'instance européenne du football dans un communiqué. La Fédération arménienne de football (FFA) avait réclamé l'exclusion de Qarabağ des compétitions européennes",,,. Le 25 novembre 2020, le Sénat français a voté pour une proposition de résolution appelant à la reconnaissance de la république du Haut-Karabagh,. L'ancien champion du monde 98 Youri Djorkaeff s'engage avec l'aide humanitaire française dans le Haut-Karabagh,. Le 26 novembre 2020, deux semaines après le cessez-le feu qui a mis fin à la guerre, les clubs Artsakhtsis retrouvent les terrains du Championnat. Avec de nombreux joueurs revenant du front.
Un retour compliqué (2021)
La nouvelle saison de la Ligue Artsakh de football débute le 7 mars 2021, des changements ont eu lieu dans le championnat. Dix équipes prendront part au tournoi,.
Le 14 décembre 2021, le Président de la république d'Artsakh Arayik Harutyunyan a reçu des représentants des clubs membres de la Ligue d'Artsakh de football. Les questions liées aux problèmes financiers des clubs et à l'entretien des stades de football, des programmes de soutien de l'État visant le développement du sport sont envisagés,.

## Palmarès
| Édition                         | Saison | Champion                | Dauphin                 | Troisième               |
| ------------------------------- | ------ | ----------------------- | ----------------------- | ----------------------- |
| 1re                             | 2004   | Lernayin Artsakh FC     | FC Avo Martuni          | Zanguezur Goris FC      |
| 2e                              | 2009   | Lernayin Artsakh FC (2) | FC Avo Martuni          | FC Jraberd Martakert    |
| 3e                              | 2010   | FC Jraberd Martakert    | Lernayin Artsakh FC     | FC Avo Martuni          |
| 4e                              | 2011   | FC Avo Martuni          | Lernayin Artsakh FC     | FC Kirs Chouchi         |
| 5e                              | 2018   | Lernayin Artsakh FC (3) | FC Byrd Askeran         | FC Yerazank Stépanakert |
| 6e                              | 2019   | FC Byrd Askeran         | FC Yerazank Stépanakert | FC Avo Martuni          |
| Guerre de 2020 au Haut-Karabagh |        |                         |                         |                         |
| 7e                              | 2021   |                         |                         |                         |

## Bilan par clubs
| Rang | Clubs                   | Titres | Champion         | Finaliste  | Troisième  |
| ---- | ----------------------- | ------ | ---------------- | ---------- | ---------- |
| 1    | Lernayin Artsakh FC     | 3      | 2004, 2009, 2018 | 2010, 2011 |            |
| 2    | FC Avo Martuni          | 1      | 2011             | 2004, 2009 | 2010, 2019 |
| 3    | FC Byrd Askeran         | 1      | 2019             | 2018       |            |
| 4    | FC Jraberd Martakert    | 1      | 2010             |            | 2009       |
| 5    | FC Yerazank Stépanakert | 0      |                  | 2019       | 2018       |
| 6    | Zanguezur Goris FC      | 0      |                  |            | 2004       |
| 6    | FC Kirs Chouchi         | 0      |                  |            | 2011       |